# Michel Roche
Michel Roche, född den 8 september 1939 i Brunoy i Frankrike, död 11 juni 2004 i Fontainebleau, Seine-et-Marne' Frankrike, var en fransk ryttare.
Han tog OS-guld i lagtävlingen i hoppning i samband med de olympiska ridsporttävlingarna 1976 i Montréal.